# HIGH-FIVE (페퍼톤스의 음반)
《HIGH-FIVE》는 대한민국의 음악 그룹 페퍼톤스의 다섯 번째 정규 음반이다. 2014년 8월 14일에 발매되었으며, 〈몰라요〉, 〈굿모닝 샌드위치 맨〉, 〈캠퍼스 커플〉 세 곡을 타이틀로 내세웠다.

## 수록곡
전체 작사·작곡: 페퍼톤스
| #            | 제목                             | 편곡                                     | 재생 시간 |
| ------------ | -------------------------------- | ---------------------------------------- | --------- |
| 1.           | 〈굿모닝 샌드위치 맨〉           | 페퍼톤스, 신승규                         | 3:44      |
| 2.           | 〈Solar System Super Stars〉     | 페퍼톤스, 신승규, 양태경, 양재인         | 4:19      |
| 3.           | 〈캠퍼스 커플〉 (feat. 옥상달빛) |                                          | 4:19      |
| 4.           | 〈몰라요〉                       |                                          | 3:32      |
| 5.           | 〈청춘〉 (for 영화 《족구왕》)   | 페퍼톤스, 신승규                         | 5:07      |
| 6.           | 〈스커트가 불어온다〉            |                                          | 5:07      |
| 7.           | 〈POWERAMP!!〉                   |                                          | 1:17      |
| 8.           | 〈New Chance!〉                  |                                          | 3:37      |
| 9.           | 〈Fast〉                         | 페퍼톤스, 신승규, 양태경, 양재인, 유희열 | 4:38      |
| 10.          | 〈도시락〉                       |                                          | 5:04      |
| 11.          | 〈근데 왜〉                      |                                          | 4:22      |
| 12.          | 〈Thank You〉                    |                                          | 5:02      |
| 13.          | 〈풍년〉                         |                                          | 2:58      |
| 14.          | 〈Credits〉                      |                                          | 2:29      |
| 총 재생 시간 | 총 재생 시간                     | 총 재생 시간                             | 55:29     |

## 참여
이 목록은 해당 앨범의 부클릿의 〈credits〉와 〈staff〉목록에서 발췌하였다.
페퍼톤스
- 신재평 - 프로듀서, 보컬, 코러스, 기타(1~7, 9~13), 피아노(8, 10, 14), 프로그래밍, 박수 소리(1), 믹싱
- 이장원 - 프로듀서, 보컬, 코러스, 베이스 기타(1~3, 5~13), 박수 소리(1)

그 외 참여 인물
- 신승규 - 드럼(1~3, 5, 7, 9, 13)
- 박보현 - 박수 소리(1)
- 양재인 - 기타(2, 3, 8, 9, 11), 밴조(8, 13)
- 양태경 - 피아노(2), 오르간(2, 9), 전기 피아노(3, 9)
- 오지은 - 코러스(2)
- 송원섭 - 트럼본(4)
- 이진아 - 코러스(6, 8)

스탭
- 지승남(안테나뮤직 스튜디오) - 녹음(1~4, 6~14)
- 윤정오(Yireh 스튜디오) - 녹음(5)
- 김하영 - 사진
- 김아영 - 아트 디자인
- 정동인 - 이그제큐티브 프로듀서
- 채은주, 박보현, 김다올, 신일섭, 지승남, 윤설야 - 안테나 뮤직
- 황병준(Sound/Mirror Korea) - 마스터링